# Jealous (canción de Nick Jonas)
Jealous es una canción interpretada por el cantante estadounidense Nick Jonas para su segundo álbum de estudio epónimo. Fue lanzado el 8 de septiembre de 2014 por Island Records como el segundo sencillo del disco. Fue escrito por Jonas, Sir Nolan, Simon Wilcox, y la canción fue producida más tarde por Sir Nolan. Jealous ha alcanzado el puesto número 7 en el Billboard Hot 100 de Estados Unidos, convirtiéndose en el sencillo más vendido de Jonas, con 3 millones de copias vendidas en Estados Unidos hasta la fecha. El sencillo también ha alcanzado el puesto número uno en la lista de canciones de Hot Dance Club de los Estados Unidos.

## Antecedentes
En una entrevista con E! News en agosto de 2014, Jonas confirmó que Jealous sería el segundo sencillo de su próximo álbum. Él reveló que la canción era sobre la sensación de la amenaza que los hombres experimentan cuando otro hombre mira [a] o interactúa con su novia. 
En una entrevista posterior con Just Jared, Jonas explicó: "[Es] esa cosa de soplar tu pecho de vez en cuando ... Sientes que estás listo para ir." Jonas cree que sus sentimientos estaban muy felices al filmar la serie de televisión 'Kingdom', diciendo: "En el momento en que lo escribí y grabé, yo estaba en medio de todo el entrenamiento para 'Kingdom', así que estaba realmente un poco exagerado en la testosterona ."
Jonas mostró una vista previa de 30 segundos de Jealous durante una entrevista en el programa de radio On Air with Ryan Seacrest el 4 de septiembre de 2014. Se anunció el 6 de septiembre de 2014 que los fanáticos podrían pre-ordenar su próximo álbum para obtener acceso temprano a la venta de entradas para la próxima gira de Jonas. Los fanes que preordenaron el álbum también recibieron una descarga digital de Jealous en su lanzamiento el 8 de septiembre de 2014.
Fue elegida como una de las mejores 100 canciones de la década de 2010 por la revista Rolling Stone.

## Composición
Jealous es un synthpop y canción de R&B. Jonas dijo a la revista Billboard que la canción tiene una "influencia de Lionel Richie".

## Vídeo musical
Hablando del video, Jonas dijo: "El vídeo es básicamente un viaje a la mente de Nick Jonas a través de la corriente de conciencia." Así que el director, Peter, dijo 'Creo que si le preguntas a alguien en este momento' Jonas? Creo que tendrías un millón de respuestas diferentes Después de tener la oportunidad de conocerte, me siento como si ninguno de ellos tuviera razón porque eres tan diferente a la percepción pública. Así que vamos a entrar en tu mente porque esta canción es muy personal a pesar de que es divertida. Es una especie de canción de baile de una manera. Pero vamos a cavar un poco más profundo y ver lo que significa para usted. Así que el vídeo está realmente en capas, al igual que su arte. Usted puede ver que las capas de un montón de recortes de noticias y artículos diferentes y dice algo más por encima de él. El vídeo en la misma manera. El mensaje real es que los celos es algo que todos nosotros sentimos de todos los diferentes aspectos de la vida, si se trata de romance o el amor o la familia o lo que sea - las inseguridades. Toca en todo eso y también tiene una especie de diversión a través de la línea conmigo y Olivia es en realidad en el vídeo también.
El 24 de agosto de 2014, se anunció que el vídeo musical sería lanzado el 16 de septiembre y dirigido por Peter Tunney y Ryan Pallotta. La novia de Jonas, en ese entonces Olivia Culpo, hace un cameo en el vídeo.

## Posicionamiento en listas

### Semanales
| Australia       | ARIA Top 100 Singles    | 15  |
| Brasil          | Brasil Hot 100 Airplay  | 85  |
| Canadá          | Canadian Hot 100        | 10  |
| Eslovaquia      | Singles Digital Top 100 | 30  |
| Estados Unidos  | Billboard Hot 100       | 7   |
| Estados Unidos  | Dance Club Songs        | 1   |
| Estados Unidos  | Pop Songs               | 2   |
| Estados Unidos  | Adult Pop Songs         | 9   |
| Estados Unidos  | Adult Contemporary      | 15  |
| Estados Unidos  | Rhythmic Songs          | 4   |
| Francia         | SNEP                    | 188 |
| Irlanda         | IRMA                    | 28  |
| Noruega         | VG-lista                | 32  |
| Nueva Zelanda   | NZ Top 40 Singles Chart | 8   |
| Reino Unido     | UK Singles Chart        | 2   |
| República Checa | Singles Digitál Top 100 | 27  |
| Suecia          | Sverigetopplistan       | 78  |

### Certificaciones
| País           | Organismo certificador | Certificación | Ventas certificadas | Ref.   |
| -------------- | ---------------------- | ------------- | ------------------- | ------ |
| Australia      | ARIA                   | Platino       | 70 000              | [ 30 ] |
| Canadá         | Music Canada           | Oro           | 40 000              | [ 31 ] |
| Dinamarca      | IFPI — Dinamarca       | Oro           | 30 000              | [ 32 ] |
| Estados Unidos | RIAA                   | 3× Platino    | 3 000 000           | [ 33 ] |
| Nueva Zelanda  | RMNZ                   | Platino       | 15 000              | [ 34 ] |
| Reino Unido    | BPI                    | Oro           | 400 000             | [ 35 ] |
| Suecia         | IFPI — Suecia          | Oro           | 20 000              | [ 36 ] |